# Impatiens
Impatientes, Balsamines
 (avril 2015).
Si vous disposez d'ouvrages ou d'articles de référence ou si vous connaissez des sites web de qualité traitant du thème abordé ici, merci de compléter l'article en donnant les références utiles à sa vérifiabilité et en les liant à la section « Notes et références ».
Genre
Classification phylogénétique
Les Impatientes ou Balsamines (Impatiens) forment un genre regroupant 800 à 900 espèces de plante à fleurs appartenant à la famille des balsaminacées.
Ce genre est largement répandu dans l'ensemble de l'hémisphère nord et dans les tropiques.
Ce sont des plantes herbacées. Les espèces des régions tempérées produisent des fleurs à partir du début de l'été jusqu'au premier gel pour les annuelles ; les espèces tropicales fleurissent toute l'année mais les périodes de sécheresse prolongées peuvent leur être fatales.

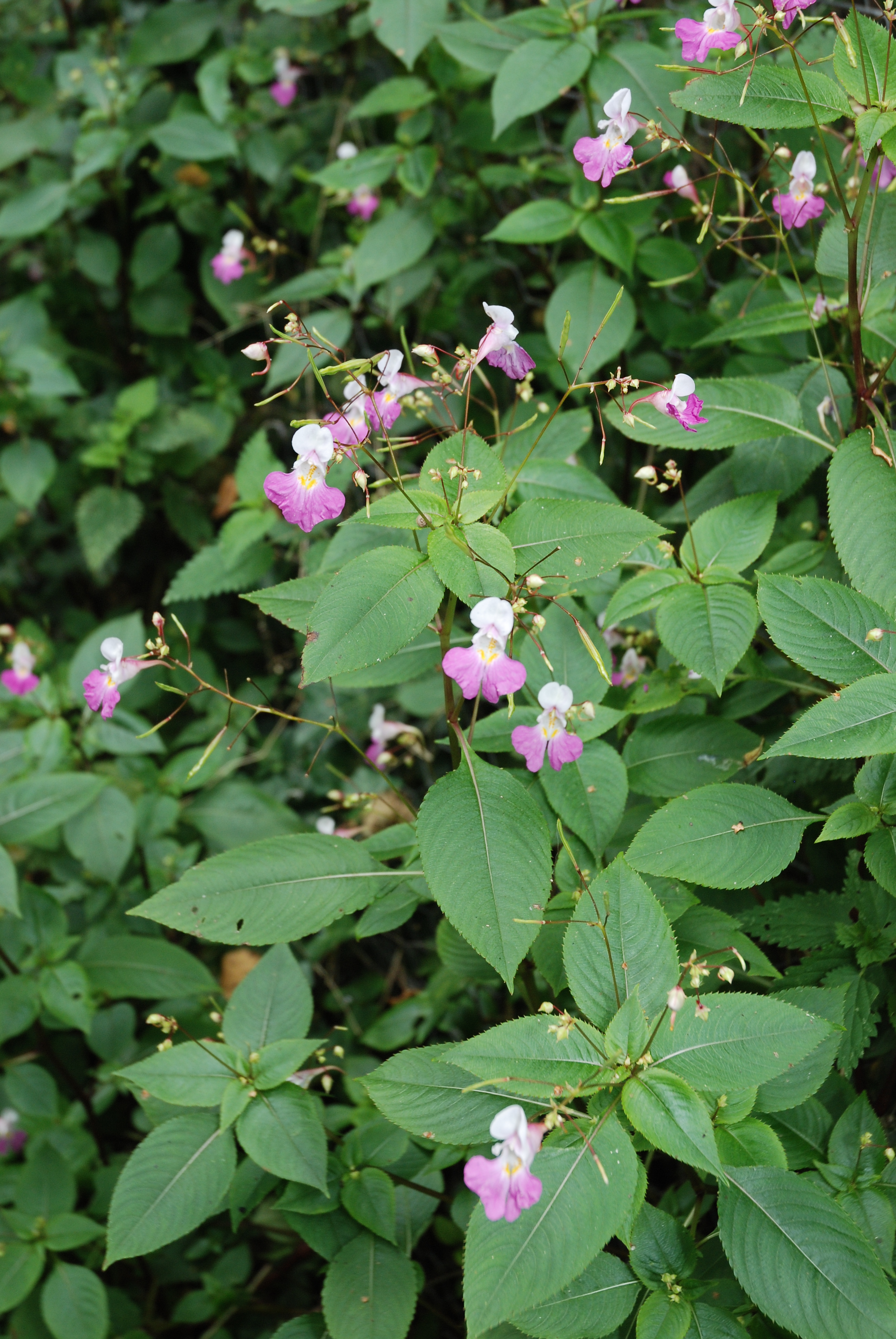
Impatiens balfourii.
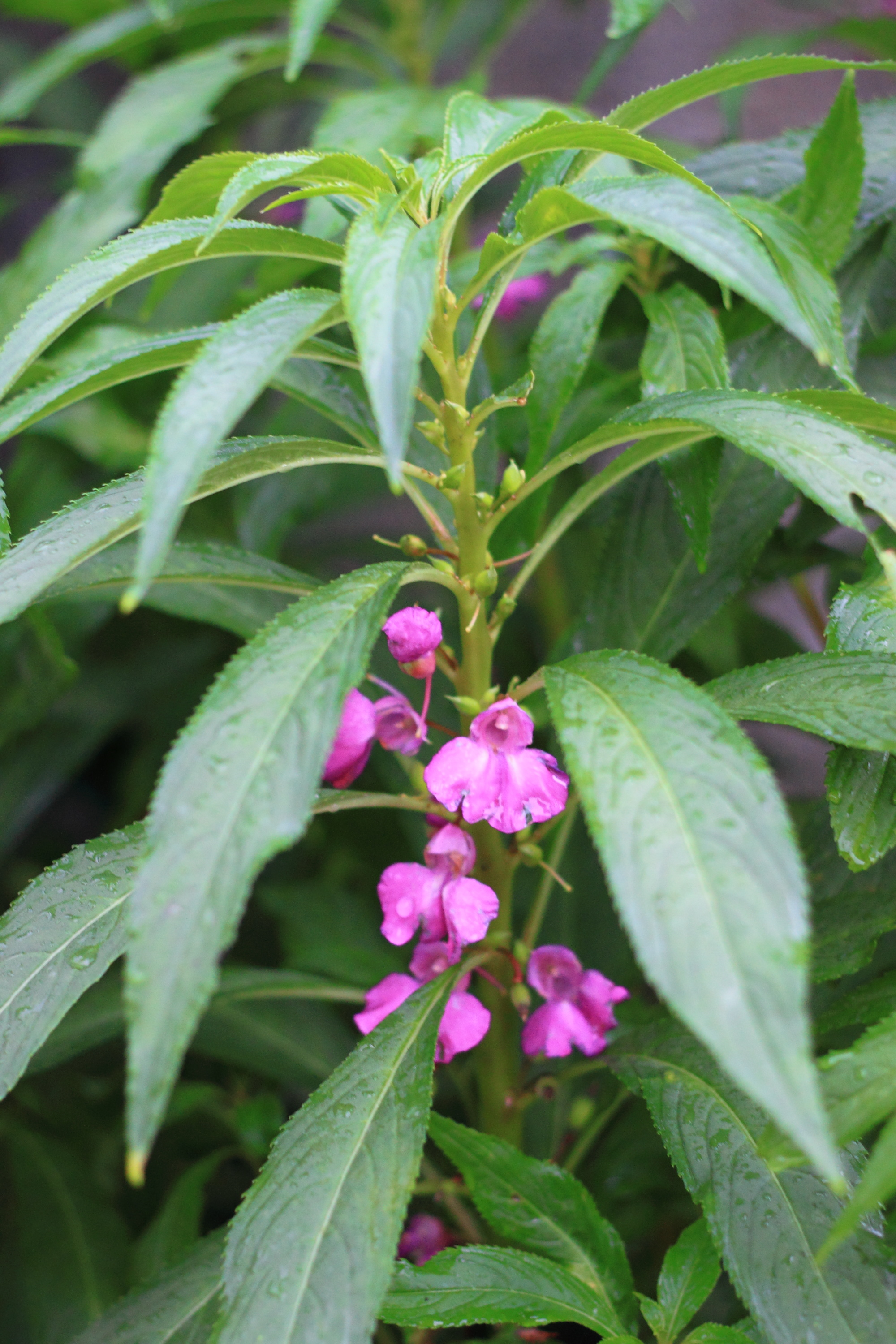
Impatiens balsamina.
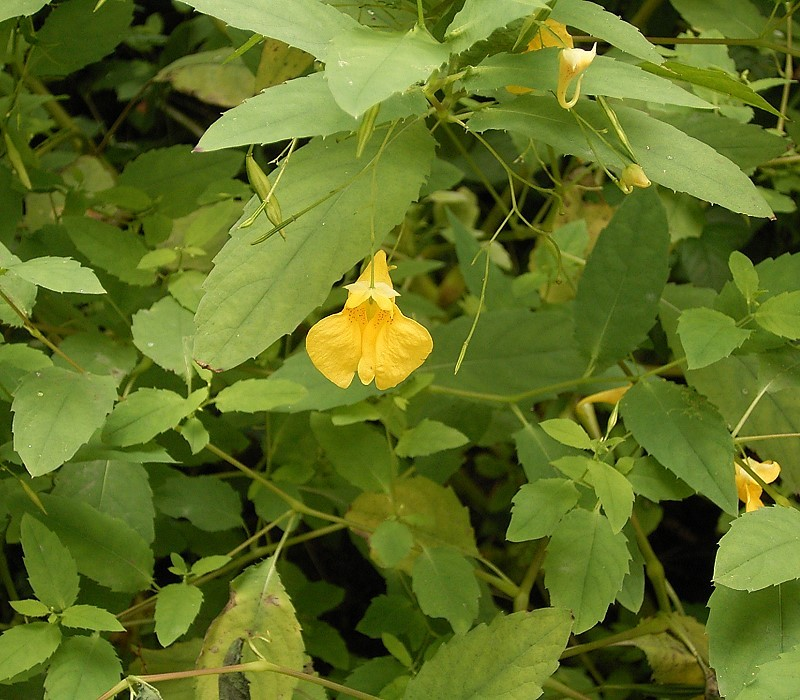
Impatiens noli-tangere.
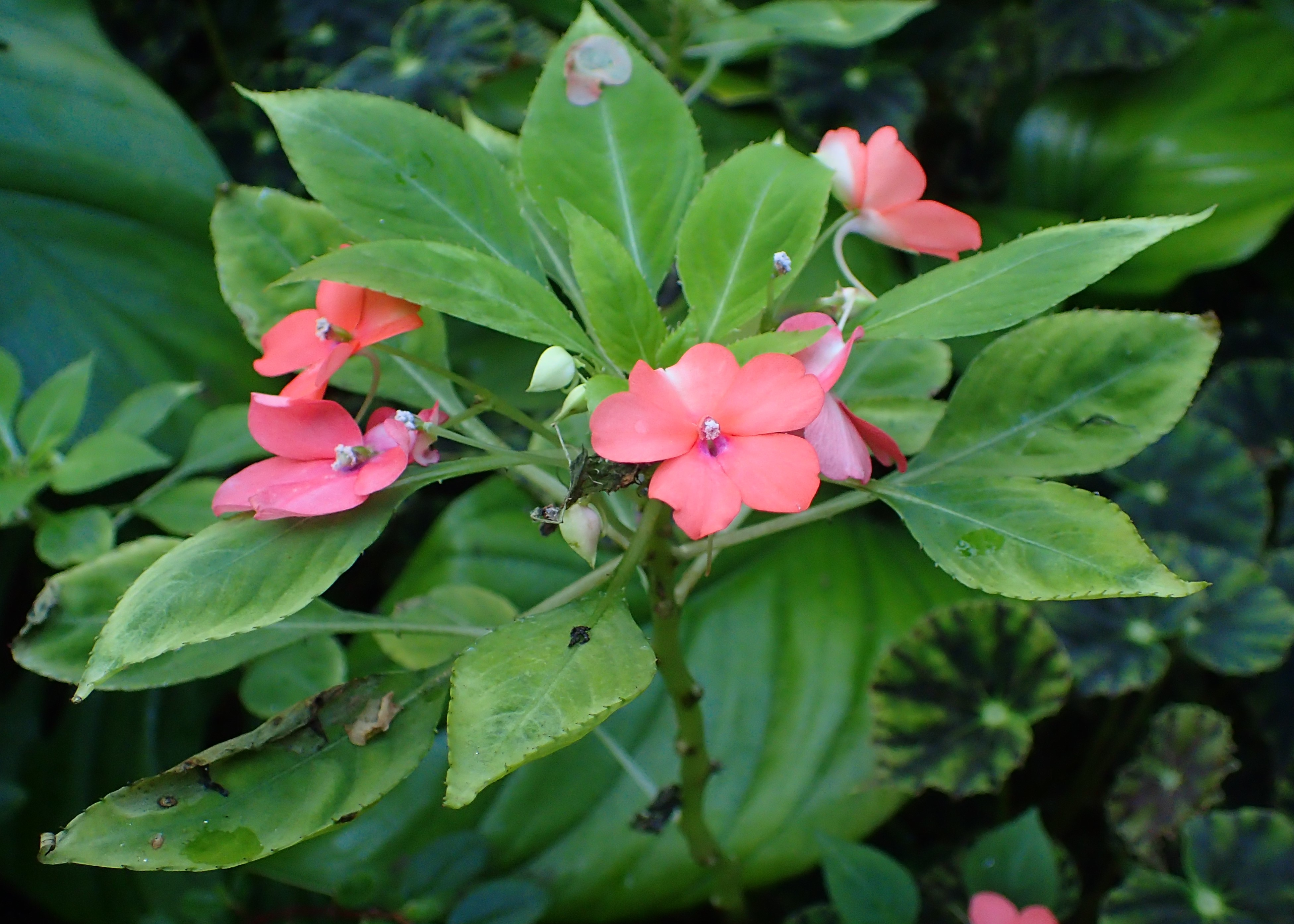
Impatiens walleriana, l'impatiens de Nouvelle-Guinée

## Étymologie
Le nom générique fait allusion au fait que la capsule de la graine arrivée à maturation explose vivement, quand on la touche, en projetant la graine à une certaine distance.

## Principales espèces

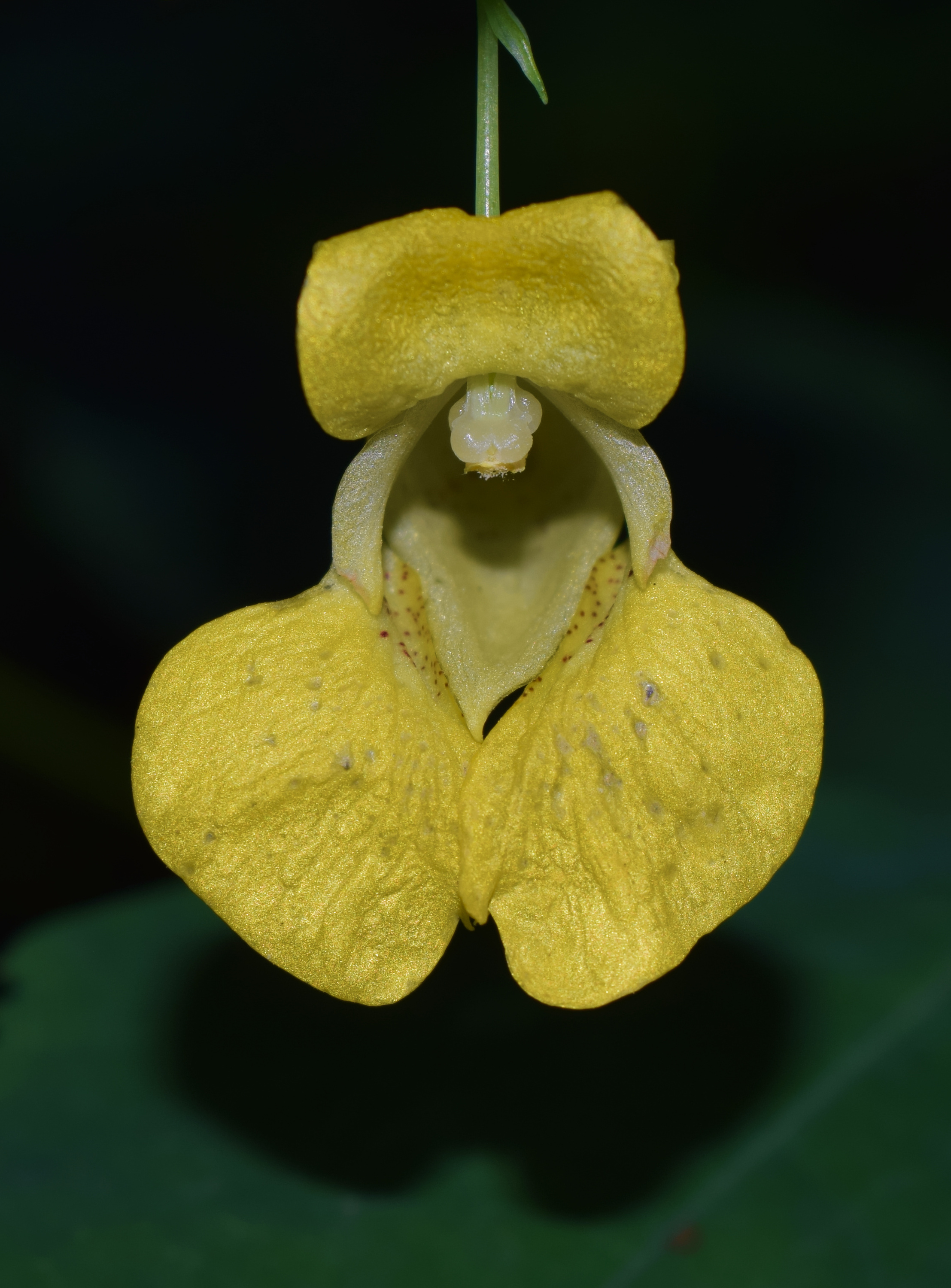
Fleur dImpatiens pallida.

- Impatiens balfourii - Balsamine de Balfour (cultivée dans les jardins)
- Impatiens balsamina - Balsamine des jardins (prête à confusion : plusieurs espèces décoratives cultivées dans les jardins)
- Impatiens capensis - Impatiente du Cap
- Impatiens glandulifera - Balsamine de l'Himalaya (cultivée dans les jardins, échappée, devenue invasive)
- Impatiens malabarica
- Impatiens namchabarwensis
- Impatiens niamniamensis
- Impatiens noli-tangere - Impatiente ne-me-touchez-pas ou balsamine des bois
- Impatiens de Nouvelle-Guinée
- Impatiens omeiana
- Impatiens pallida
- Impatiens parviflora - Balsamine à petites fleurs
- Impatiens repens - Impatiente rampante
- Impatiens tuberosa - Impatiente tubéreuse
- Impatiens walleriana - Balsamine de Waller ou Impatiens de Nouvelle-Guinée (cultivée)

## Langage des fleurs
Dans le langage des fleurs, la balsamine symbolise l'affection inquiète ou la fragilité.